# Baldovino da Casaloldo
Baldovino da Casaloldo (... – 1235) è stato un politico italiano.

## Biografia
Noto anche come Balduino II de' Casaloldi, era figlio del conte Alberto I Casaloldo e ricoprì per tre volte la carica di podestà di Mantova, nel 1223, dal 1232 al 1233, anno in cui partecipò con le milizie mantovane alla spoliazione di molti beni dei veronesi, e nel 1235. Mentre era ancora in carica, fu implicato, assieme ad un membro della potente famiglia degli Avvocati, dell'uccisione del vescovo di Mantova Guidotto da Correggio (14 maggio 1235), che si batté contro l'usurpazione dei beni ecclesiastici da loro perpetrata.
Ebbe due figli, Bonacorso e Goffredo.
Baldovino morì nel 1235.